# Gmina Fažana
Fažana (wł. Fasana) – gmina w Chorwacji w żupanii istryjskiej.

## Miejscowości i liczba mieszkańców (2011)
- Fažana (wł. Fasana) – 2009
- Valbandon – 1626